# Cymoriza
Cymoriza é um gênero de mariposa pertencente à família Crambidae.